# Pilea callitrichioides
Pilea callitrichioides là loài thực vật có hoa trong họ Tầm ma. Loài này được (Kunth) Kunth miêu tả khoa học đầu tiên năm 1846.